# Mibelle
Die Mibelle AG (auch Mibelle Group genannt) mit Sitz in Buchs AG ist ein Unternehmen des Schweizer Detailhandelskonzerns Migros. Sie stellt Kosmetik- und Hygieneprodukte sowie Waschmittel- und Speisefett vor allem für die Migros her. Daneben werden auch Drittkunden beliefert. Der Export trägt inzwischen gut 50 Prozent zum Umsatz bei. Mibelle ist der drittgrösste Eigenmarken-Hersteller in Europa.
Am 2. Februar 2024 gab die Migros-Gruppe bekannt, Mibelle verkaufen zu wollen. Im Dezember 2024 kommunizierte die Migros den Verkauf der Gowoonsesang Cosmetics Co. Ltd. an L’Oréal und am 31. März 2025 über eine Vereinbarung zum Verkauf der restlichen Mibelle Group an das spanische Unternehmen Persán.

## Geschichte
1951 übernahm der Migros-Genossenschafts-Bund (MGB) die Seifen- und Parfümeriefabrik Rumpf AG in Zürich, deren Kapazität sich bald als zu klein erwies. Nachdem der MGB 1961 die Mibelle AG gegründet hatte, verlegte er ein Jahr später die gesamte Produktion in einen neu erstellten Fabrikationsbetrieb in Buchs. Gemeinsam mit der Gifa hatte die Mibelle AG ihren Firmensitz in Basel, verlegte diesen aber 1967 ebenfalls nach Buchs. Die Produktepalette wurde in den folgenden Jahrzehnten fortlaufend erweitert und 1993 erfolgte der Einstieg ins Exportgeschäft.
Im März 2010 übernahm die Mibelle AG den britischen Kosmetikhersteller Hallam Beauty in Bradford, der seither als Mibelle Ltd. firmiert. Im Februar 2012 wurde Mibelle Group als gemeinsame Dachmarke von Mibelle AG, Mibelle Ltd. und Mifa AG Frenkendorf eingeführt. Zu Jahresbeginn 2015 übernahm die Mibelle die Mehrheit an einem weiteren britischen Kosmetikhersteller, der Quantum Beauty Company in Wokingham. Per 31. Juli 2016 erwarb Mibelle von Procter & Gamble den Produktionsstandort Ondal France S.a.r.l. in Sarreguemines mit sämtlichen rund 180 Mitarbeitenden. Am 29. Juni 2018 erfolgte die Expansion nach Südkorea, mit der Übernahme der Gowoonsesang Cosmetics Co., Ltd. mit Sitz in Seoul.
2018 gab es Medienberichte über einen markanten Umsatzrückgang und Personalabbau bei der britischen Niederlassung in Bradford, die auf die Unsicherheiten bezüglich des Brexit zurückzuführen sind. Im Mai 2022 wurden die „Mibelle AG“ in Buchs und die „Mifa AG Frenkendorf“ zur „Mibelle AG“ zusammengeführt.
Am 2. Februar 2024 gab die Migros-Gruppe bekannt, Mibelle verkaufen zu wollen. Im Dezember 2024 kommunizierte die Migros den Verkauf der Gowoonsesang Cosmetics Co. Ltd. an L’Oréal und am 31. März 2025 über eine Vereinbarung zum Verkauf der restlichen Mibelle Group an das spanische Unternehmen Persán.

## Produkte
Die Produkte der Mibelle AG sind in folgende Produktegruppen einteilbar:
- Face Care
- Body Care
- Hair Care
- Natural Cosmetics
- Hand & Foot Care
- Sun Care
- Dental Care
- Men’s Care
- Baby & Kids Care

Am Standort Frenkendorf werden folgende Produkte produziert:
Waschen:
- Vollwaschmittel
- Feinwaschmittel
- Gewebeveredler
- Waschhilfsmittel

Reinigung:
- Reinigungsmittel
- Automatengeschirrspülmittel
- Handgeschirrspülmittel

Lebensmittel:
- Margarinen / Brotaufstriche
- Flüssige Fette
- Speisefette

## Weitere Unternehmen der Migros Industrie AG
- Micarna-Gruppe
- Elsa Group
- Fresh Food & Beverage Group
- Delica AG